# Eretsha
Eretsha est une ville du Botswana.